# Karl Malden
Pour les articles homonymes, voir Karl et Malden.
Karl Malden, de son vrai nom Mladen Djordje Sekulović (en serbe cyrillique Секуловић), né le 22 mars 1912 à Chicago et mort le 1er juillet 2009 à Los Angeles, est un acteur et réalisateur américain. « Gueule » mémorable du cinéma américain, incarnant tout autant des rôles de brutes que des personnages sympathiques, Karl Malden mena aussi une belle carrière au théâtre et à la télévision.

## Biographie
Né à Chicago d'une mère tchèque, Marie, et d'un père serbe, Petar Sekulović, originaire de la petite ville de Bileća en Bosnie-Herzégovine, Karl Malden exerce divers métiers après ses études, mais s'engage dès 1934 vers une carrière d'acteur. Il s'inscrit au Goodman Theater, puis part tenter sa chance à New York en 1937 et se produit dès lors régulièrement sur les scènes de Broadway. Mobilisé pendant la guerre, il doit interrompre ses activités (il apparaît toutefois, crédité avec son grade de caporal, dans le film de propagande américaine Winged Victory de George Cukor), puis revient sur les planches, travaillant sous la direction du metteur en scène Elia Kazan pour All My Sons d'Arthur Miller et Un tramway nommé Désir de Tennessee Williams.
Après quelques apparitions au cinéma, Karl Malden participe tout naturellement à la version cinématographique signée Elia Kazan d'Un tramway nommé Désir en 1951 aux côtés de Marlon Brando et Vivien Leigh. Il remporte l'Oscar du meilleur acteur dans un second rôle pour le rôle de Mitch et voit véritablement sa carrière démarrer sur le grand écran. Il trouve d'autres personnages mémorables sous la direction de Kazan, en prêtre dans Sur les quais en 1954 (qui lui vaut une nomination à l'Oscar) et en mari de Carroll Baker dans La Poupée de chair (Baby Doll) en 1956. S'il tient le premier rôle du film Le Fantôme de la rue Morgue (1954), Karl Malden impose surtout son talent dans des rôles secondaires, mais sa présence rehausse l'intérêt du film dans lequel il apparaît, qu'il soit policier dans La Loi du silence d'Alfred Hitchcock (1953), hors-la-loi devenu shérif après avoir trahi Marlon Brando dans La Vengeance aux deux visages (1961), directeur de prison dans Le Prisonnier d'Alcatraz avec Burt Lancaster (1962) ou général dans Patton (1970), entre autres.
Après être apparu régulièrement au cinéma pendant une vingtaine d'années (il a aussi réalisé un film de guerre avec Richard Widmark : La Chute des héros en 1957), Karl Malden entreprend une carrière à la télévision en 1972 en tenant l'un des deux rôles principaux (celui du sympathique et intègre lieutenant Mike Stone) dans la célèbre série télévisée Les Rues de San Francisco aux côtés de Michael Douglas (puis de Richard Hatch dans la cinquième saison). La série s'arrête en 1977 après cent-vingt épisodes. Karl Malden revient alors brièvement au cinéma et tourne une douzaine de téléfilms ainsi qu'une autre série, très éphémère celle-ci, Skag (en) en 1980. À noter qu'il reprendra le rôle de Mike Stone en 1992 le temps d'un téléfilm. Il apparaît également dans de nombreux spots publicitaires aux États-Unis pour la carte American Express.

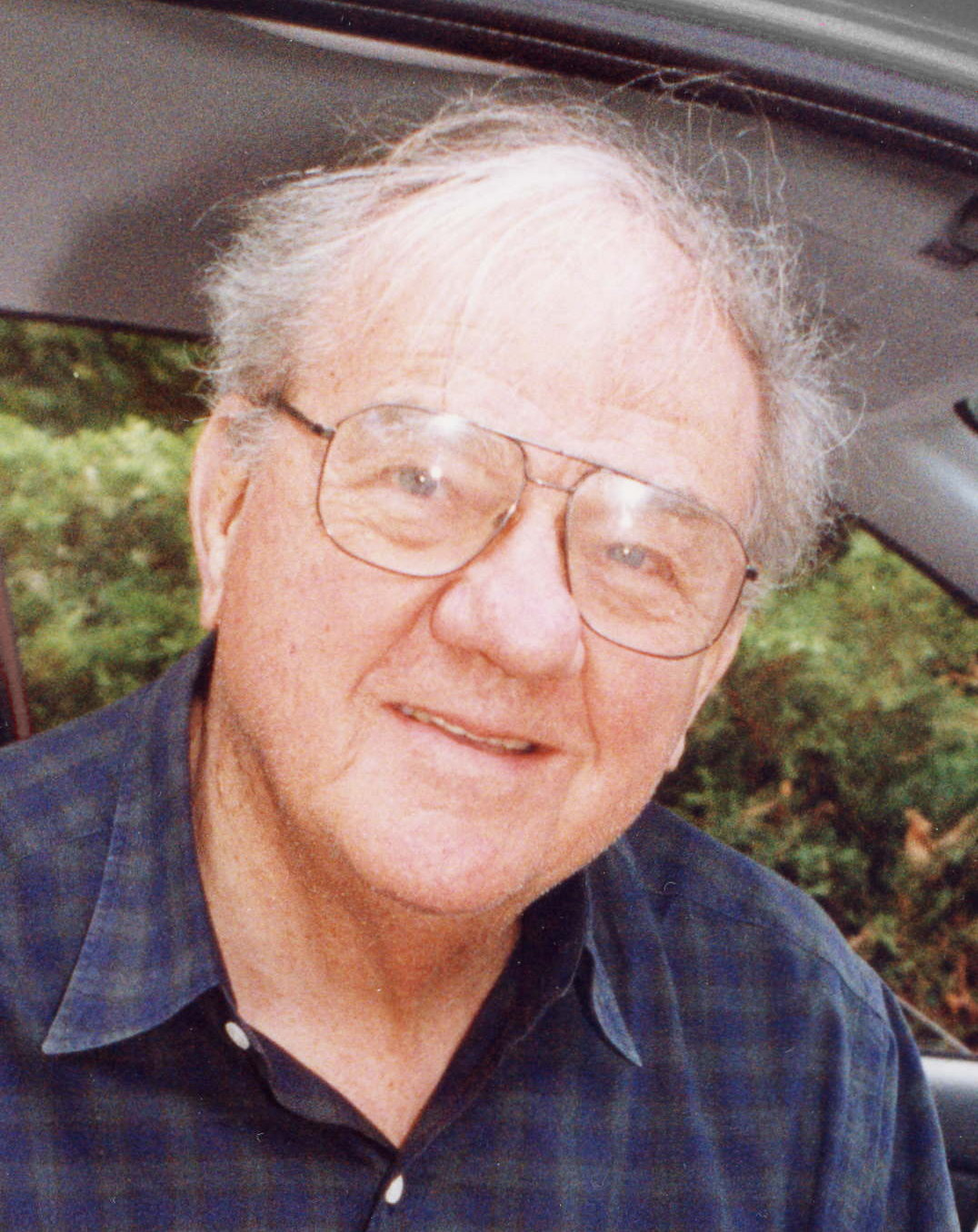
Karl Malden en 1996.

Karl Malden, qui n'a plus tourné depuis 1993 hormis une apparition dans un épisode de la première saison de À la Maison-Blanche en 2000, publie ses mémoires intitulés When Do I Start en 1997. Il s'était marié en 1938 avec Mona Greenberg : il s'agit de l'un des mariages les plus longs de l'histoire d'Hollywood.
Karl Malden était, dans sa jeunesse, un ami proche d'Issur Danielovitch Demski, futur Kirk Douglas. Ils ont travaillé ensemble dans la même usine. C'est la femme de Malden, Mona, qui leur a suggéré leurs pseudonymes respectifs. Karl Malden, quant à lui, avait toujours déploré avoir dû changer de nom pour sa carrière et il insista (en vain) pour que son personnage dans Sur les quais porte le nom de Sekulovich.
« Gueule » mémorable du cinéma américain avec son nez couperosé plusieurs fois cassé, il meurt le 1er juillet 2009 de mort naturelle à son domicile de Brentwood (un quartier de Los Angeles) à l'âge de 97 ans. Il est inhumé dans le Westwood Village Memorial Park Cemetery de Los Angeles.
Le producteur américain Dan Tana offre par la suite son Oscar à la Cinémathèque de Belgrade et sa petite-fille donne à la même institution son chapeau des Rues de San Francisco ainsi qu'une lettre de Marlon Brando, datant de 1952.

## Filmographie

### Au cinéma
- 1936 : Charlie Chan à l'Opéra (Charlie Chan at the Opera) de H. Bruce Humberstone (non crédité)
- 1940 : Drôle de mariage (They Knew What They Wanted) de Garson Kanin : Red
- 1944 : La Victoire des ailes (Winged Victory) de George Cukor : Adams
- 1947 : 13, rue Madeleine d'Henry Hathaway : le chef de saut (non crédité au générique)
- 1947 : Boomerang ! (Boomerang!) d'Elia Kazan : le lieutenant de police White (non crédité au générique)
- 1947 : Le Carrefour de la mort (Kiss of Death) d'Henry Hathaway : le sergent William Cullen
- 1950 : La Cible humaine (The Gunfighter) d'Henry King : Mac
- 1950 : Mark Dixon, détective (Where the Sidewalk Ends) d'Otto Preminger : le lieutenant de police Thomas
- 1950 : Okinawa (Halls of Montezuma) de Lewis Milestone : "Doc" Jones
- 1951 : Un tramway nommé Désir (A Streetcar Named Desire) d'Elia Kazan : Harold "Mitch" Mitchell
- 1952 : The Sellout (en) de Gerald Mayer : capitaine Buck Maxwell
- 1952 : Courrier diplomatique (Diplomatic Courier) de Henry Hathaway : sergent Horace Guelvada (Ernie Guelvada dans la version originale)
- 1952 : Operation Secret (it) de Lewis Seiler : major Latrec
- 1953 : La Furie du désir (Ruby Gentry) de King Vidor : Jim Gentry
- 1953 : La Loi du silence (I Confess) d'Alfred Hitchcock : inspecteur Larrue
- 1953 : Sergent la Terreur (Take the High Ground!) de Richard Brooks : sergent Laverne Holt
- 1954 : Le Fantôme de la rue Morgue (Phantom of the Rue Morgue) de Roy Del Ruth : docteur Marais
- 1954 : Sur les quais (On the Waterfront) d'Elia Kazan : père Barry
- 1956 : La Poupée de chair (Baby Doll) d'Elia Kazan : Archie Lee Meighan
- 1957 : Prisonnier de la peur (Fear Strikes Out) de Robert Mulligan : John Piersall
- 1957 : Bombardier B-52 (Bombers B-52) de Gordon Douglas : sergent-major Chuck V. Brennan
- 1959 : La Colline des potences (The Hanging Tree) de Delmer Daves : "Frenchy" Plante
- 1960 : Pollyanna de David Swift : révérend Paul Ford
- 1961 : Le Roi des imposteurs (The Great Impostor) de Robert Mulligan : père Devlin
- 1961 : La Vengeance aux deux visages (One-Eyed Jacks) de Marlon Brando : shérif Dad Longworth
- 1961 : La Soif de la jeunesse (Parrish) de Delmer Daves : Judd Raike
- 1962 : L'Ange de la violence (All Fall Down) de John Frankenheimer : Ralph Willart
- 1962 : Le Prisonnier d'Alcatraz (Birdman of Alcatraz) de John Frankenheimer : Harvey Shoemaker
- 1962 : Gypsy, Vénus de Broadway (Gypsy) de Mervyn LeRoy : Herbie Sommers
- 1962 : La Conquête de l'Ouest (How the West Was Won) de John Ford, Henry Hathaway et George Marshall : Zebulon Prescott
- 1963 : Les Filles de l'air (Come Fly With Me) d'Henry Levin : Walter Lucas
- 1964 : La mort frappe trois fois (Dead Ringer) de Paul Henreid : sergent Jim Hobbson
- 1964 : Les Cheyennes (Cheyenne Autumn) de John Ford : capitaine Oskar Wessels
- 1965 : Le Kid de Cincinnati (The Cincinnati Kid) de Norman Jewison : Jongleur (Shooter dans la version originale)
- 1966 : Nevada Smith d'Henry Hathaway : Tom Fitch
- 1966 : Bien joué Matt Helm (Murderers' Row) d'Henry Levin : Julian Wall
- 1967 : Hôtel Saint-Gregory de Richard Quine : Keycase Milne
- 1967 : L'Honorable Griffin (The Adventures of Bullwhip Griffin) de James Neilson : le juge Higgins
- 1967 : Un cerveau d'un milliard de dollars (Billion Dollar Brain) de Ken Russell : Leo Newbigen
- 1968 : El Gringo (Blue) de Silvio Narizzano : Doc Morton
- 1968 : Chauds, les millions (Hot Millions) d'Eric Till : Carlton J. Klemper
- 1970 : Patton de Franklin Schaffner : général Omar N. Bradley
- 1971 : Le Chat à neuf queues (Il gatto a nove code) de Dario Argento : Franco "Cookie" Arnò
- 1971 : Deux Hommes dans l'Ouest (Wild Rovers) de Blake Edwards : Walter Buckman
- 1972 : Meurtres au soleil (Un Verano para matar) d'Antonio Isasi-Isasmendi : capitaine John Kiley
- 1979 : Le Dernier Secret du Poseidon (Beyond the Poseidon Adventure) d'Irwin Allen : Wilbur Hubbard
- 1979 : Meteor de Ronald Neame : Harry Sherwood
- 1982 : Twilight Time de Goran Paskaljević : Marko Sekulović
- 1983 : L'Arnaque 2 (The Sting II) de Jeremy Kagan : Gus Macalinski
- 1986 : Billy Galvin (en) de John Gray : Jack Galvin
- 1987 : Cinglée (Nuts) de Martin Ritt : Arthur Kirk

### À la télévision
- 1972 - 1977 : Les Rues de San Francisco (The Streets of San Francisco) (série télévisée) d'Edward Hume : le lieutenant Mike Stone (120 épisodes)
- 1977 : Capitaines courageux (Captains Courageous) (téléfilm) de Harvey Hart : le capitaine Disko Troop
- 1980 : Skag (en) (série télévisée) d'Abby Mann, saison unique : Pete "Skag" Skagska (6 épisodes)
- 1981 : Word of Honor (en) (téléfilm) de Mel Damski : Mike McNeill
- 1981 : Miracle on Ice (téléfilm) de Steven Hilliard Stern : Herb Brooks
- 1984 : With Intent to Kill (téléfilm) de Mike Robe : Thomas E. Nolan
- 1984 : Une Intime conviction (Fatal Vision) (mini-série) de Joe McGinniss et John Gay: Freddy Kassab
- 1985 : Alice au pays des merveilles (Alice in Wonderland) (téléfilm) de Harry Harris (en) : le Morse
- 1988 : La Mort à retardement (My Father, My Son) (téléfilm) de Jeff Bleckner : Elmo Zumwalt Jr.
- 1989 : Passeport pour l'enfer (The Hijacking of the Achille Lauro) (téléfilm) de Robert L. Collins : Leon Klinghoffer
- 1990 : Les Vertiges de la gloire (Call Me Anna) (téléfilm) de Gilbert Cates : le docteur Harold Arlen
- 1991 : Absolute Strangers (en) (téléfilm) de Gilbert Cates : Fred Zusselman
- 1992 : Retour dans les rues de San Francisco (en) (Back to the Streets of San Francisco) (téléfilm) de Mel Damski : le lieutenant Mike Stone
- 1993 : They've Taken Our Children: The Chowchilla Kidnapping (téléfilm) de Vern Gillum : Ed Ray
- 1998 : The Lionhearts (série d'animation) de Byron Vaughns, saison 1, épisode 9 : "Brown Dog Day" : (voix)
- 2000 : À la Maison-Blanche (The West Wing) (série télévisée) d'Aaron Sorkin, saison 1, épisode 14 : Observe le jour du Sabbat (Take This Sabbath Day) : le père Thomas Cavanaugh

### Comme réalisateur
- 1957 : La Chute des héros (Time Limit)
- 1959 : La Colline des potences - remplacement en fin de tournage de Delmer Daves tombé malade.

## Distinctions

### Récompenses
- 24e cérémonie des Oscars 1952 : Meilleur acteur dans un second rôle dans un drame pour Un tramway nommé Désir (1951).
- 1979 : Bambi Awards du meilleur acteur dans un second rôle dans une mini-série ou un téléfilm pour Fatal Vision (en) (1985).
- Primetime Emmy Awards 1985 : Meilleur acteur dans un second rôle dans une mini-série ou un téléfilm pour Fatal Vision (en) (1985).
- Golden Boot Awards 1997 : Lauréat du Trophée Golden Boot.
- Temecula Valley International Film Festival 1998 : Lauréat du Prix pour l'ensemble de sa carrière.
- 6e cérémonie des Satellite Awards 2002 : Lauréat du Trophée Mary Pickford.
- 10e cérémonie des Screen Actors Guild Awards 2004 : Lauréat du Trophée Screen Actors Guild Life Achievement Award pour l'ensemble de sa carrière.

### Nominations
- 27e cérémonie des Oscars 1955 : Meilleur acteur dans un second rôle dans un thriller dramatique pour Sur les quais (1954).
- 10e cérémonie des British Academy Film Awards 1957 : Meilleur acteur dans un thriller dramatique pour Sur les quais (1954).
- 14e cérémonie des Golden Globes 1957 : Meilleur acteur dans une comédie dramatique pour La Poupée de chair (Baby Doll) (1956).

- 1959 : Laurel Awards du meilleur acteur dans un second rôle dans un thriller dramatique pour La Colline des potences (The Hanging Tree) (1959).
- 20e cérémonie des Golden Globes 1963 : Meilleur acteur dans un drame biographique pour Gypsy, Vénus de Broadway (Gypsy) (1962).
- 1963 : Laurel Awards du meilleur acteur dans un second rôle dans un drame biographique pour Gypsy, Vénus de Broadway (Gypsy) (1962).
- 1967 : Laurel Awards du meilleur acteur dans un second rôle dans un drame pour Hotel (1967).
- 1971 : Laurel Awards du meilleur acteur dans un second rôle dans un drame de guerre pour Patton (1970).
- Primetime Emmy Awards 1974 : Meilleur acteur dans une série télévisée dramatique pour Les Rues de San Francisco (The Streets of San Francisco) (1972-1977).
- Primetime Emmy Awards 1975 : Meilleur acteur dans une série télévisée dramatique pour Les Rues de San Francisco (The Streets of San Francisco) (1972-1977).
- 33e cérémonie des Golden Globes 1976 : Meilleur acteur dans une série dramatique pour Les Rues de San Francisco (The Streets of San Francisco) (1972-1977).
- Primetime Emmy Awards 1976 : Meilleur acteur dans une série télévisée dramatique pour Les Rues de San Francisco (The Streets of San Francisco) (1972-1977).
- Primetime Emmy Awards 1977 : Meilleur acteur dans une série télévisée dramatique pour Les Rues de San Francisco (The Streets of San Francisco) (1972-1977).

### Hommages

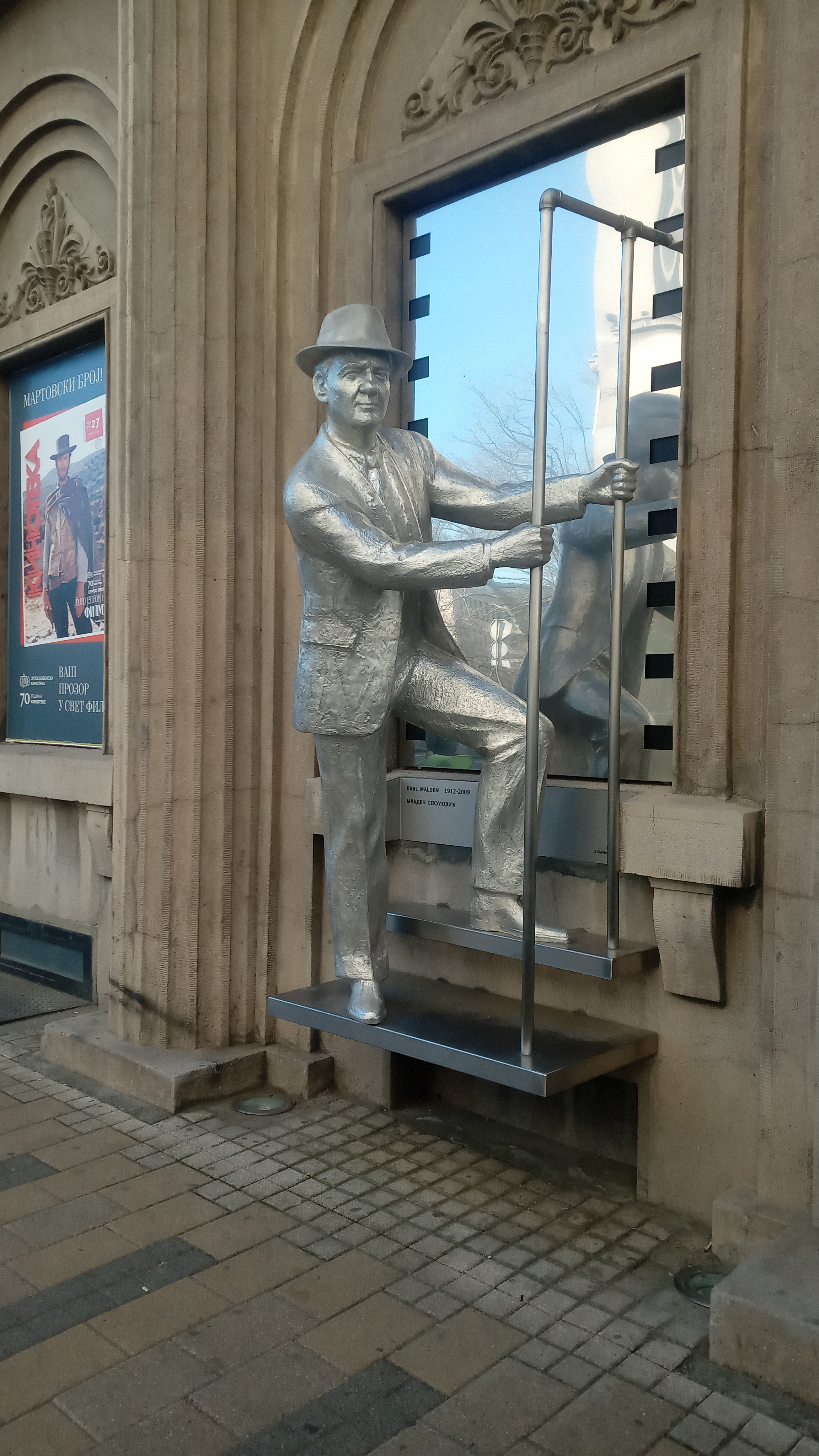
Sa statue devant la Kinoteka de Belgrade.

Karl Malden a obtenu son étoile sur le Hollywood Walk of Fame, installée le 8 février 1960 au 6231 Hollywood Boulevard.
De son vivant, il avait déclaré : « Si on fait une statue de moi, je souhaiterais qu'elle soit à Belgrade ». Ce vœu a été exaucé en novembre 2018, avec l'érection d'une statue de l'acteur devant la Kinoteka de Belgrade qui possède l'une des plus importantes collections de films au monde,.

## Voix françaises
| - Jean-Henri Chambois dans : - Pollyanna - La Vengeance aux deux visages - Le Prisonnier d'Alcatraz - Nevada Smith - L'Honorable Griffin - Un cerveau d'un milliard de dollars - El Gringo - William Sabatier dans : - L'Ange de la violence - La mort frappe trois fois - Les Cheyennes - Chauds, les millions - Patton - Le Chat à neuf queues | - Robert Dalban dans : - Un tramway nommé Désir - La Loi du silence - La Poupée de chair - Bombardier B-52 - La Colline des potences - André Valmy dans : - La Conquête de l'Ouest - Deux Hommes dans l'Ouest - Météore - Le Dernier Secret du Poseidon - Claude Joseph dans : - Les Rues de San Francisco (série télévisée) - Cinglée et aussi : - Camille Guérini dans Okinawa - Lucien Bryonne dans La Furie du désir - Jean Clarieux dans Courrier diplomatique - Jean Mauclair dans Sur les quais - Roger Carel dans Le Kid de Cincinnati |